# Scherzo pour deux pianos
Le Scherzo, op. 40, est une œuvre pour deux pianos de la compositrice Mel Bonis, datant de 1898.

## Composition
Mel Bonis compose son Scherzo en 1898. L'œuvre est publiée la même année aux éditions Alphonse Leduc. Elle est rééditée en 2018 aux éditions Furore. L'œuvre est dédiée à Georges Aboilard.

## Sources
- Étienne Jardin, Mel Bonis (1858-1937) : parcours d'une compositrice de la Belle Époque, 2020 (ISBN 978-2-330-13313-9 et 2-330-13313-8, OCLC 1153996478, lire en ligne)